# Lemnitzhammer

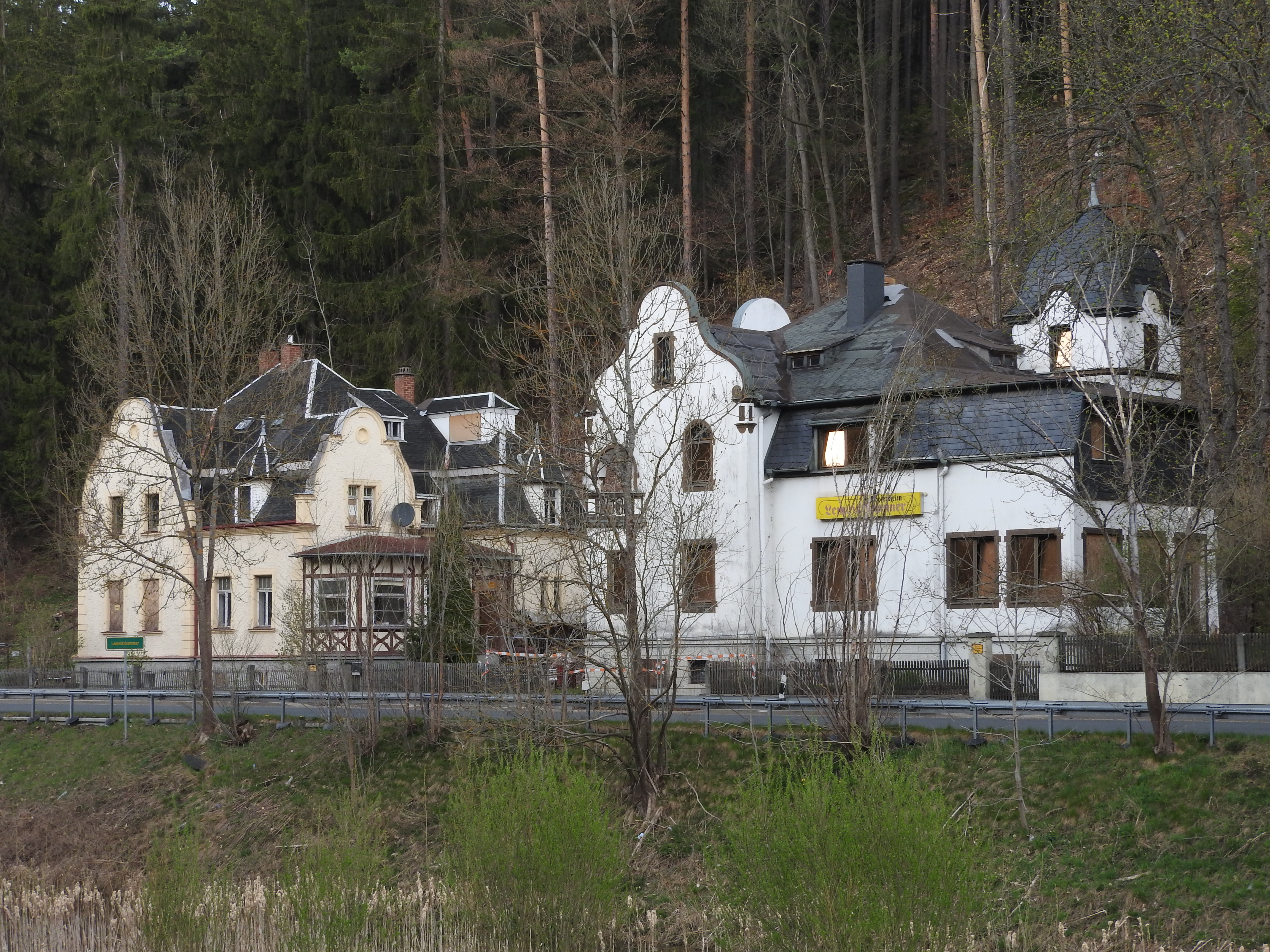
Lemnitzhammer

Lemnitzhammer ist ein Ortsteil der Gemeinde Rosenthal am Rennsteig im Saale-Orla-Kreis in Thüringen. Im Dezember 2012 hatte der Ortsteil 5 Einwohner.

## Geografie
Lemnitzhammer liegt zwischen Harra und Bad Lobenstein unterhalb des Geiersberges an der Einmündung der Lemnitz in die Saale. Verkehrsmäßig wird der Ortsteil durch die L 2372 und den etwas außerhalb liegenden Haltepunkt Harra Nord an der Oberlandbahnstrecke (Saalfeld–)Unterlemnitz–Blankenstein (Teil der Bahnstrecke Triptis–Marxgrün) erschlossen.

## Geschichte
Am 20. Dezember 1509 wurde Lemnitzhammer erstmals urkundlich genannt. In Harra geht man davon aus, der Ortsteil sei bereits 1370 als Hammerwerk, Kupferhütte und Eisenwerk mit der Erlaubnis zur Führung einer Brauerei urkundlich genannt worden. 1670 entwickelte sich in Harra die größte Brauerei des reußischen Oberlandes. Um 1650 vernichteten Wasserfluten die Kupferhütte. 1851 wurde eine Tuchfabrik und Wollspinnerei betrieben. Später gingen sie auf Kunstmöbel- und Holzwarenproduktion über. 1929–1932 kam es durch den Bau der Bleilochtalsperre zu starken Veränderungen. Die Spinnerei und die Brauerei wurden abgerissen. 1933 wurde eine neue Brauerei errichtet, die bis zum Sommer 1991 Bier produzierte.